# Haus Floh

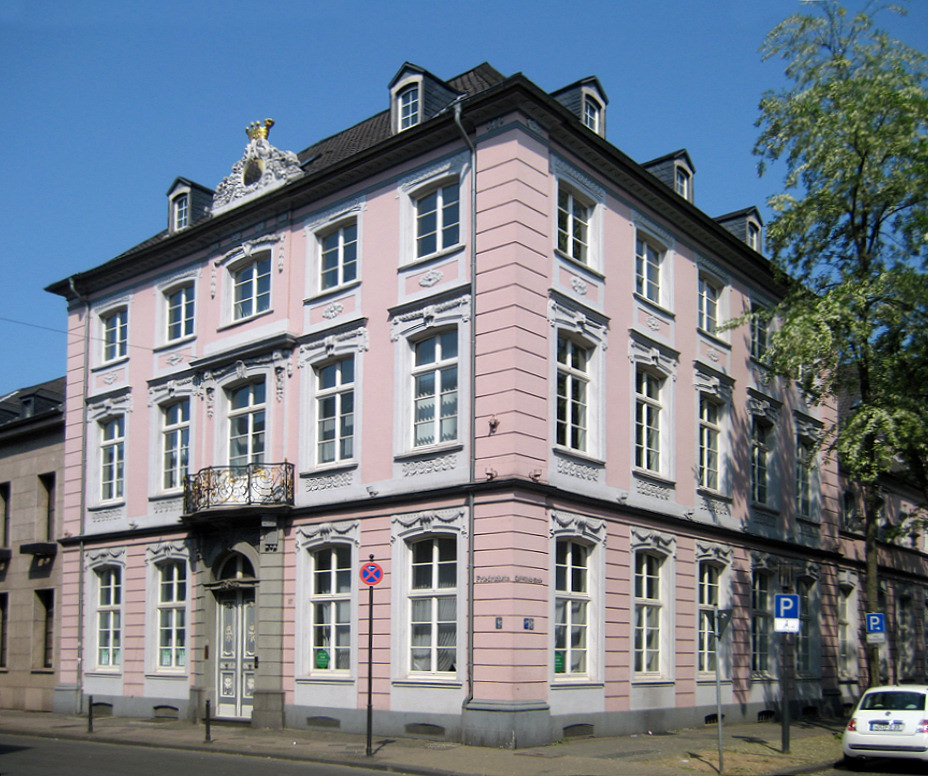
Haus Floh

Das Haus Floh, auch Floh’sches Haus genannt, ist ein spätbarockes Patrizierwohnhaus in der Stadtmitte von Krefeld. Es steht auf der Ecke Friedrichstraße/Carl-Wilhelm-Straße und wurde im 18. Jahrhundert von dem Seidenbaron Johann von der Leyen errichtet. Seine Nachfahren empfingen dort hochgestellte Gäste wie den Kölner Kurfürsten Maximilian Franz von Österreich, den Zaren Alexander I. und den preußischen Prinzen Friedrich Wilhelm III.

## Geschichte

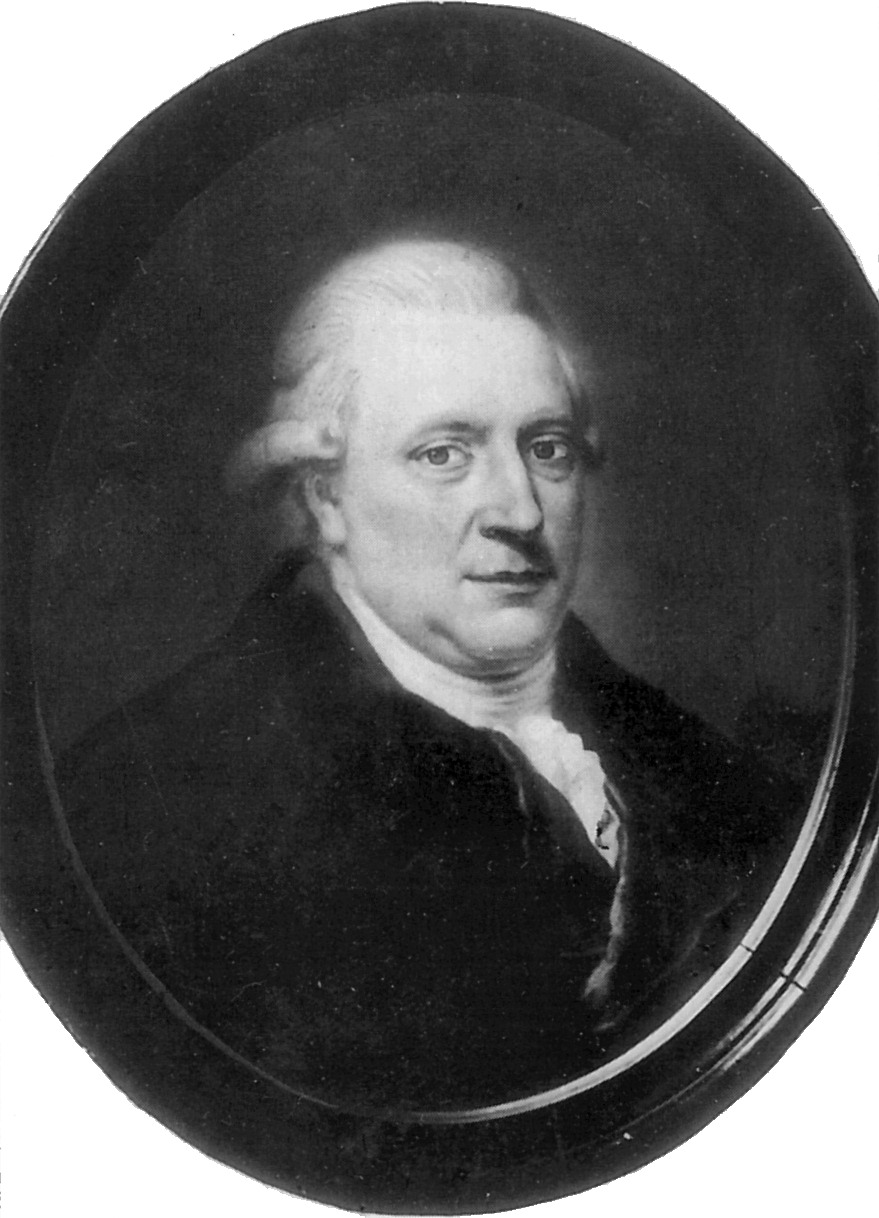
Der Bauherr Johann von der Leyen

Gemäß den Angaben des späteren Besitzers Peter von Loevenich in einem Brief vom 2. Oktober 1815 wurde Haus Floh 1766 als eines der ersten Gebäude der fünften Krefelder Stadterweiterung errichtet. Der Seidenunternehmer Johann von der Leyen (1734–1795) hatte den Krefelder Baumeister Michael Leydel beauftragt, für ihn ein Wohnhaus zu bauen. Da jedoch die preußische Baubehörde Neubauten stark reglementierte, musste das Äußere des Hauses vorerst streng schmucklos bleiben. Erst 1776 erhielt das Gebäude bei einer Umgestaltung seine repräsentativen Schmuckelemente. Im 18. Jahrhundert galt Haus Floh als das vornehmste aller Patrizierhäuser in der Seidenstadt. Durch Erbgang kam es an die Mennonitenfamilie von Loevenich, denn Johanns Tochter Susanna Maria hatte am 14. November 1786 ihren Cousin Peter von Loevenich geheiratet. Deren Tochter Maria brachte den Besitz an die Familie ihres Mannes Cornelius Floh, nach dem das Gebäude seinen heutigen Namen erhielt. Die Familie Floh blieb bis 1895 Eigentümerin.
Im 20. Jahrhundert wechselte das Gebäude in städtischen Besitz, ehe es die Sparkasse kaufte. Diese ließ es 1927 restaurieren und zu ihren Zwecken umgestalten.
Während des Zweiten Weltkriegs wurde die Friedrichstraße – und damit auch das Haus Floh – 1943 durch Bombentreffer fast vollständig zerstört. Von dem Gebäude stand nur noch die westliche Fassade. Die Sparkasse ließ das Haus 1950 jedoch wiederaufbauen. 1959 kaufte es die AOK Krefeld, die dort seit 1962/63 ihren Sitz hat.

## Kurzbeschreibung

Grundriss des Hauses Floh

Das verputzte Eckhaus zeigt die Stilmerkmale des Rokokos im Übergang zum Klassizismus. Seine drei Geschosse erheben sich auf einem quadratischen Grundriss und sind von einem Zeltdach bedeckt. Die Gebäudeecken sind durch Pilaster besonders betont. Die beiden straßenseitigen, rund 16 Meter breiten Fassaden des Hauses sind durch Fenster mit Segmentbögen als oberem Abschluss in fünf Achsen unterteilt. In der konvex ausgebildeten Mittelachse der Westseite befindet sich das rundbogige Portal mit Hausteinrahmung, dessen Schlussstein und Zwickel Akanthusornamente besitzen. Darüber liegt der kleine Balkon mit schmiedeeisernem Gitter, das vergoldete Akanthusblätter besitzt. Zutritt zum Balkon gewährt eine Tür mit kräftiger Verdachung und Dekoration aus Eichenlaubgehängen. Die mittlere Achse ist auf Dachhöhe durch eine mit Festons und Kränzen verzierte Kartusche, die das Wappen derer von der Leyen zeigt, noch einmal besonders betont. Die ihr aufgesetzte Krone ist ein Zeichen dafür, dass der Bauherr Johann von der Leyen am 21. November 1786 von Friedrich Wilhelm II. geadelt wurde. Die Westfassade ist samt der Wappenkartusche und dem Balkongitter der einzige Teil des Hauses, welcher der Zerstörung durch Bombentreffer im Zweiten Weltkrieg entging und damit noch original aus dem 18. Jahrhundert stammt.
Über die einstige Innenaufteilung sowie die Raumausstattung ist wegen der Kriegszerstörungen nur wenig bekannt. Eine Ausnahme bildet der mit Darstellungen der Künste ausgeschmückten Gesellschaftssaal, der in den 1950er Jahren im Erdgeschoss des Hauses rekonstruiert wurde. Dessen stuckierte Decke zeigt ein ovales Mittelrund mit einer Rosette, die von Blütengirlanden umringt ist. Die Wände des Raums sind in Felder aufgeteilt, deren ornamentale Symbole aus Stuck die Künste versinnbildlichen. Weitere Schmuckelemente sind Supraporten und Putten.